# Armand David
Padre Armand David (Espelette, 7 de setembro de 1826 — Paris, 10 de novembro de 1900) foi um missionário católico lazarista e também zoólogo e botânico francês, que passou grande parte da sua vida na China.
Deu a conhecer ao Ocidente uma multiplicidade de plantas e animais de origem chinesa, desconhecidos até então. Várias destas espécies (descritas por biólogos europeus a partir do material que ele lhes enviava) têm o seu nome em sua honra.